# Миши лемур на Джоли
Мишият лемур на Джоли (Microcebus jollyae) е вид бозайник от семейство Лемури джуджета (Cheirogaleidae). Видът е застрашен от изчезване.

## Разпространение
Разпространен е в Мадагаскар.